# Rivière Delay
Der Rivière Delay ist ein rechter Nebenfluss des Rivière Du Gué in der kanadischen Provinz Québec.

## Flusslauf
Der Rivière Delay stellt den wichtigsten Zufluss des Rivière Du Gué, einem Nebenfluss des Rivière aux Mélèzes dar. Er entspringt 80 km nordöstlich des Lac Bienville. Er fließt in überwiegend nördlicher Richtung durch den Kanadischen Schild der Labrador-Halbinsel. Im Oberlauf passiert er die Seen Lac Kawaschayamiskaw, Lac Chavamond und Lac Mortier. Im Mittellauf durchfließt er den langgestreckten See Lac Chanikamisu, der eine Flussverbreiterung darstellt. Der Rivière Delay hat eine Länge von etwa 275 km.

## Etymologie
Der Fluss wurde nach Auguste-Louis-Adrien Delay (1856–?), einem Jesuitenpater, benannt.